# Виднев
Виднев (укр. Віднів) — село в Куликовской поселковой общине Львовского района Львовской области Украины.
Население по переписи 2001 года составляло 462 человека. Занимает площадь 5,10 км². Почтовый индекс — 80374. Телефонный код — 3252.